# East Helena
East Helena – miasto w Stanach Zjednoczonych, w stanie Montana, w hrabstwie Lewis and Clark.